# Baegunsan
Baegunsan är ett berg i Sydkorea.   Det ligger i provinsen Södra Jeolla, i den södra delen av landet, 280 km söder om huvudstaden Seoul. Toppen på Baegunsan är 1 218 meter över havet.
Terrängen runt Baegunsan är huvudsakligen kuperad, men åt nordväst är den bergig. Runt Baegunsan är det tätbefolkat, med 343 invånare per kvadratkilometer. Närmaste större samhälle är Gwangyang, 14,8 km söder om Baegunsan. I omgivningarna runt Baegunsan växer i huvudsak blandskog.